# 旧佩吕斯
旧佩吕斯（法語：Peyrusse-Vieille，法語發音：[peʁys vjɛj]）是法国热尔省的一个市镇，与大佩吕斯相邻，属于米朗德区。

## 地理
旧佩吕斯（43°37'46"N, 0°10'51"E）面积11.05 平方千米，位于法国奧克西塔尼大區热尔省，该省份为法国西南部内陆省份，北起顺时针与洛特-加龙省、塔恩-加龙省、上加龙省、上比利牛斯省、大西洋比利牛斯省和朗德省接壤。
与旧佩吕斯接壤的市镇（或旧市镇、城区）包括：库卢梅蒙代巴、加扎和巴卡里斯、卢斯利奇、大佩吕斯、圣皮埃尔多贝济。

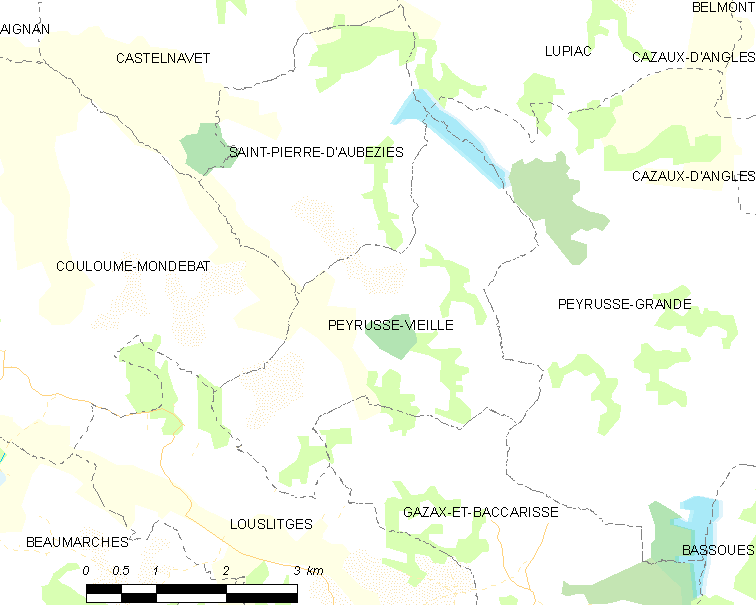
旧佩吕斯的OSM定位图

旧佩吕斯的时区为UTC+01:00、UTC+02:00（夏令时）。

## 行政
旧佩吕斯的邮政编码为32230，INSEE市镇编码为32317。

## 政治
旧佩吕斯所属的省级选区为弗藏萨克县。

## 人口

1962-2008年间旧佩吕斯人口变化图示

旧佩吕斯于2022年1月1日时的人口数量为64人。